# 賀鼎
贺鼎（？—？），本姓符，父亡后，其母贺氏把他过寄给舅氏，遂改姓贺。字公调，南直隶镇江府丹陽縣军籍。

## 生平
天啓元年（1612年）辛酉科應天鄉試举人，天啓五年（1625年）登乙丑科進士，授河南尉氏县知县，崇祯二年调永城县，进髦士而训之曰：吾欲于邑中建立书院，令诸生诵习其中，月试而日课之。乃求得太丘书院遗址，扩而大之。四年调任浙江武康县，八年擢兵部主事，晋郎中，升山西大同口北道右参议，以直忤时，被逮下狱，后获释，寻殁于京，年四十七。
于氏女，金坛人，许字贺鼎为继室，鼎以䜛系狱，恐不测，寄书辞婚，女不从，曰：义无再字。鼎父孟岩忧悸成疾，女请于父曰：舅老子不在侧，请归贺氏。父许之，后鼎狱释寻死，立后治丧皆有礼。